# تابالوغا التنين الأخضر
تابالوغا التنين الأخضر أو تابالوغا 3 مسلسل رسوم متحركة أسترالي ألماني عرض لأول مره بين عامي 1997-2004 . تمت دبلجة المسلسل للغة العربية .

## روابط خارجية
- تابالوغا التنين الأخضر على موقع IMDb (الإنجليزية)
- تابالوغا التنين الأخضر على موقع نتفليكس (الإنجليزية)
- تابالوغا التنين الأخضر على موقع كينوبويسك (الروسية)
- تابالوغا التنين الأخضر على موقع ألو سيني (الفرنسية)
- تابالوغا التنين الأخضر على موقع قاعدة بيانات الفيلم (الإنجليزية)